# Francavilla Calcio 1982-1983
Questa voce raccoglie le informazioni riguardanti il Francavilla Calcio nelle competizioni ufficiali della stagione 1982-1983.

## Rosa
| N. |                   | Ruolo | Calciatore             |
| -- | ----------------- | ----- | ---------------------- |
|    | Italia (bandiera) | C     | Gabriele Alessandrini  |
|    | Italia (bandiera) | C     | Pierluigi Angeloni     |
|    | Italia (bandiera) | C     | Silvio Budellacci      |
|    | Italia (bandiera) | D     | Giorgio Castorani      |
|    | Italia (bandiera) | D     | Luigi Chiavaro         |
|    | Italia (bandiera) | C     | Salvo Fulvio D'Adderio |
|    | Italia (bandiera) |       | Delli Rocili           |
|    | Italia (bandiera) | C     | Mario Donatelli        |
|    | Italia (bandiera) | A     | Paolo Franceschelli    |
|    | Italia (bandiera) | D     | Marco Giampietro       |
|    | Italia (bandiera) | P     | Enrico Lattuada        |
|    | Italia (bandiera) |       | Lotorio                |
|    | Italia (bandiera) | C     | Fabio Lupo             |

| N. |                   | Ruolo | Calciatore          |
| -- | ----------------- | ----- | ------------------- |
|    | Italia (bandiera) | C     | Sandro Magnini      |
|    | Italia (bandiera) | C     | Massimo Marchini    |
|    | Italia (bandiera) | A     | Franco Marescalco   |
|    | Italia (bandiera) | D     | Antonio Marletta    |
|    | Italia (bandiera) | C     | Bruno Nobili        |
|    | Italia (bandiera) | C     | Fabrizio Paolucci   |
|    | Italia (bandiera) | D     | Massimo Peveri      |
|    | Italia (bandiera) | A     | Aldo Piemontese     |
|    | Italia (bandiera) | C     | Luigi Pierleoni     |
|    | Italia (bandiera) | C     | Aldo Raimondi       |
|    | Italia (bandiera) | D     | Francesco Schiraldi |
|    | Italia (bandiera) | P     | Osvaldo Spina       |